# Myrmecocystus
Myrmecocystus là một chi kiến Bắc Mỹ.

## Các loài
Chi này gồm các loài:
- Myrmecocystus depilis
- Myrmecocystus flaviceps
- Myrmecocystus mendax
- Myrmecocystus mexicanus
- Myrmecocystus mimicus
- Myrmecocystus navajo